# Кара Теоболд
Кара Теоболд (англ. Cara Theobold; нар. 8 січня 1990, Вейкфілд, Англія, Велика Британія) — англійська акторка, найбільш відома ролями в телесеріалах «Абатство Даунтон», «Відбитоголові» і фільмі «Дивізіон надії» .

## Життєпис
Кара Теоболд народилася Вейкфілді в родині викладачів: мама працювала вчителем танців, а батько — вчителем молодших класів. Стати акторкою вона мріяла з дитинства, тому приєдналася до молодіжного театру. В 10 років виконала роль Титанії у виставі «Сон літньої ночі», вона була наймолодшою акторкою в трупі. Теоболд закінчила школу неподалік рідного міста, в Аутвуді, з поглибленим вивченням театрального мистецтва. Подальшу освіту здобула в Гілдголській школі музики та театру.

## Кар'єра
Навчаючись на останньому курсі Гілдголській школі музики та театру Кару помітили агенти. Теоболд вперше взяла участь у прослуховуванні, це була роль Айві Стюарт. Через місяць вона закінчила школу й одразу почала зніматися в третьому сезоні «Абатство Даунтон». Після четвертого сезону акторка покинула проект. У 2014 році акторка з'явилась в одному епізоді ситкому «Хворий від кохання». У 2015 у Кари Теоболд були гостьові ролі в серіалах «Останнє танго в Галіфаксі» та «Викликайте акушерку» (3 сезон). Крім того вона виконувала роль економка Сари Треверс у багатосерійній драмі «Синдикат», а також зіграла роль Еллен у ситкомі «Разом».
Першою появою у повнометражній стрічці стала роль Еллі — колишньої коханої головного героя в стрічці «Ібіца живих покійників». У 2016 році Теоболд виконала головну роль у комедійному хорорі «Відбитоголові». У 2017 році стало відомо, що акторка приєдналась до зйомок військової драми «Дивізіон надії».

## Фільмографія
| Рік       |    | Українська назва                  | Оригінальна назва         | Роль           |
| --------- | -- | --------------------------------- | ------------------------- | -------------- |
| 2012—2013 | с  | Абатство Даунтон                  | Downton Abbey             | Айві Стюарт    |
| 2014      | с  | Хворий від кохання                | Lovesick                  | Ілона Мак-Ліод |
| 2015      | с  | Останнє танго в Галіфаксі         | Last Tango in Halifax     | Голлі          |
| 2015      | с  | Викликайте акушерку               | Call the Midwife          | Марі Амос      |
| 2015      | с  | Синдикат                          | The Syndicate             | Сара           |
| 2015      | с  | Разом                             | Together                  | Еллен          |
| 2015      | тф | Гаррі Прайс:Мисливець на привидів | Harry Price: Ghost Hunter | Сара Грей      |
| 2016      | ф  | Ібіца живих покійників            | Zombie Spring Breakers    | Еллі           |
| 2016      | с  | Відбитоголові                     | Crazyhead                 | Емі            |
| 2017      | с  | Амнезія                           | Absentia                  | Еліс Дюранд    |
| 2018      | ф  | Першому гравцю приготуватися      | Ready Player One          | Трейсер        |
| 2018      | ф  | Дивізіон надії                    | Dywizjon 303              | Вікторія Браун |
| 2019      | с  |                                   | Manhunt                   | Лора Марш      |